# Roland Zöffel
Roland Zöffel (nascido em 17 de agosto de 1938) é um ex-ciclista suíço. Competiu nos Jogos Olímpicos de Verão de 1960 em Roma, onde foi integrante da equipe suíça de ciclismo que terminou em nono lugar na prova de 100 km contrarrelógio por equipes.